# Andranodoros
 (novembre 2011).
Si vous disposez d'ouvrages ou d'articles de référence ou si vous connaissez des sites web de qualité traitant du thème abordé ici, merci de compléter l'article en donnant les références utiles à sa vérifiabilité et en les liant à la section « Notes et références ».
Andranodoros fut roi de Syracuse entre -214 et -213, jusqu'à la prise de Syracuse par Rome.  Rétabli par Rome, il régna avec Hippocratès et Épicydès entre -213 et -212.

## Biographie
Son épouse, Demarate, est la fille de Hieron II, tyran de Syracuse.